# Eupithecia atraria
Eupithecia atraria är en fjärilsart som beskrevs av Herrich-Schäffer 1848. Eupithecia atraria ingår i släktet Eupithecia och familjen mätare. Inga underarter finns listade i Catalogue of Life.